# Federación de Ciclismo de las Islas Baleares
La Federación de Ciclismo de las Islas Baleares (FCIB) es un organismo deportivo fundado en 1899 que administra y organiza toda la actividad relacionada con el ciclismo en las Islas Baleares en sus distintas modalidades.
Fue fundada el 25 de julio de 1899 como Unión Velocipédica Balear, adoptando en 1932 su denominación actual.

## Presidentes[3]
- Rafel Ramis Tugores (1924-1931)
- Joaquim Gual de Torrella (1931-1932)
- Guillem Vanrell (1932-1958)
- Antoni Llabrés Morey (1958-1963)
- Andreu Canals Perelló (1963-1969)
- Pere Canals Morro (1969-1973)
- Andreu Oliver Amengual (1973-1981)
- Bernat Capó Plomer (1981)
- Joan Serra Amengual (1981-1985)
- Mateu Canals Morro (1985-1986)
- Antoni Vallori Rotger (1986-2001)
- Andreu Canals Salvà (2001-2007)[4]
- Artur Sintes Lluch (2007-2016)
- Xavier Bonnín Cortés (2016-2017)[5]
- Fernando Gilet Sancenon (2017-)[6][7]